# زواجر
زواجر نام روستایی است که در بخش مرکزی شهرستان خدابنده در استان زنجان قرار دارد.

## جمعیت
این روستا در دهستان حومه (  دوتپه سفلی  ) قرار داشته و براساس سرشماری سال ۱۳۸۵جمعیت آن  ۸۰۸نفر (۱۹۸خانوار) بوده‌است.

## مکان های دیدنی
- موسی بولاقی ،که یکی از اصلی ترین سرچشمه های سجاسروداست
- مدینه بولاقی و قورو کهریز
- کهنه حمام در ورودی روستا
- چیمنیگ(گول) در ورودی روستا
- غارغا باغی در جنوب روستا
- ایت یاتان در شمال شرقی روستا
- چیمن بزرگ در شمال شرقی روستا و کنار جاده زنجان
- مسجد قدیمی روستا در وردی روستا نزدیک کهنه حمام